# Grand Prix Formule 1 van Duitsland 2003
De Grand Prix Formule 1 van Duitsland 2003 werd gehouden op 3 augustus 2003 op de Hockenheimring in Hockenheim.

## Uitslag
| Positie | Nummer | Rijder                | Team               | Ronden | Tijd/Opgave     | Startplaats | Punten |
| ------- | ------ | --------------------- | ------------------ | ------ | --------------- | ----------- | ------ |
| 1       | 3      | Juan Pablo Montoya    | Williams-BMW       | 67     | 1:28:48.769     | 1           | 10     |
| 2       | 5      | David Coulthard       | McLaren - Mercedes | 67     | +1:05.459       | 10          | 8      |
| 3       | 7      | Jarno Trulli          | Renault            | 67     | +1:09.060       | 4           | 6      |
| 4       | 8      | Fernando Alonso       | Renault            | 67     | +1:09.344       | 8           | 5      |
| 5       | 20     | Olivier Panis         | Toyota             | 66     | +1 Ronde        | 7           | 4      |
| 6       | 21     | Cristiano da Matta    | Toyota             | 66     | +1 Ronde        | 9           | 3      |
| 7       | 1      | Michael Schumacher    | Scuderia Ferrari   | 66     | +1 Ronde        | 6           | 2      |
| 8       | 17     | Jenson Button         | BAR-Honda          | 66     | +1 Ronde        | 17          | 1      |
| 9       | 16     | Jacques Villeneuve    | BAR-Honda          | 65     | +2 Rondes       | 13          |        |
| 10      | 9      | Nick Heidfeld         | Sauber - Petronas  | 65     | +2 Rondes       | 15          |        |
| 11      | 14     | Mark Webber           | Jaguar Racing      | 64     | Ongeluk         | 11          |        |
| 12      | 18     | Nicolas Kiesa         | Minardi - Cosworth | 62     | +5 Rondes       | 20          |        |
| 13      | 11     | Giancarlo Fisichella  | Jordan-Honda       | 60     | Motor           | 13          |        |
| DNF     | 19     | Jos Verstappen        | Minardi - Cosworth | 23     | Hydrauliek      | 19          |        |
| DNF     | 15     | Justin Wilson         | Jaguar Racing      | 6      | Versnellingsbak | 16          |        |
| DNF     | 4      | Ralf Schumacher       | Williams-BMW       | 1      | Schade ongeluk  | 2           |        |
| DNF     | 10     | Heinz-Harald Frentzen | Sauber - Petronas  | 1      | Schade ongeluk  | 14          |        |
| DNF     | 2      | Rubens Barrichello    | Scuderia Ferrari   | 0      | Ongeluk         | 3           |        |
| DNF     | 6      | Kimi Räikkönen        | McLaren - Mercedes | 0      | Ongeluk         | 5           |        |
| DNF     | 12     | Ralph Firman          | Jordan-Ford        | 0      | Ongeluk         | 18          |        |

## Wetenswaardigheden
- Eerste race: Nicolas Kiesa. De Deen verving Justin Wilson bij Minardi, die op zijn beurt Antônio Pizzonia verving bij Jaguar.
- Eerste Hat Trick (pole, winst & snelste ronde): Juan Pablo Montoya.
- Enkele auto's waren beschadigd na een crash in de eerste bocht tussen Kimi Räikkönen, Ralf Schumacher en Rubens Barrichello.

## Statistieken
| Snelste ronde | Juan Pablo Montoya | Williams-BMW | 1:14.917 |

## Noot
- Dit was het debuut van de Deense coureur Nicolas Kiesa.

1931 · 1932 · 1934 · 1935 · 1936 · 1937 · 1938 · 1939 · 1951 · 1952 · 1953 · 1954 · 1956 · 1957 · 1958 · 1959 · 1961 · 1962 · 1963 · 1964 · 1965 · 1966 · 1967 · 1968 · 1969 · 1970 · 1971 · 1972 · 1973 · 1974 · 1975 · 1976 · 1977 · 1978 · 1979 · 1980 · 1981 · 1982 · 1983 · 1984 · 1985 · 1986 · 1987 · 1988 · 1989 · 1990 · 1991 · 1992 · 1993 · 1994 · 1995 · 1996 · 1997 · 1998 · 1999 · 2000 · 2001 · 2002 · 2003 · 2004 · 2005 · 2006 · 2008 · 2009 · 2010 · 2011 · 2012 · 2013 · 2014 · 2016 · 2018 · 2019